# هارو (بازیگر)
هارو (انگلیسی: Haru; ۱۷ ژوئن ۱۹۹۱ – ) بازیگر، خواننده، شخصیت‌های تلویزیونی در ژاپن، و مدل (شخص) اهل ژاپن بود. وی از سال ۲۰۰۴ میلادی تاکنون مشغول فعالیت بوده‌است.
از فیلم‌ها یا برنامه‌های تلویزیونی که وی در آن نقش داشته‌است می‌توان به آسا گا کیتا اشاره کرد.